# 妖魔忍法帖
『妖魔忍法帖』（ようまにんぽうちょう）は、日本物産（ニチブツ）より1986年に発売されたアーケードゲーム。
キャッチコピーは「8種類の忍法と謎のキャラクターがくり広げる多彩な忍法絵巻!!」。

## 概要
東映・角川映画『里見八犬伝』をオマージュして制作された縦スクロール型シューティングゲーム。
BGMは吉田健志が担当している。

### ストーリー
悪霊軍団によって世界が闇に閉ざされ、牙城に向けて若き勇者が出現した。魔神像を撃ち、妖魔帖を手に入れろ。

### 忍法
手裏剣
貫通力を持つ大型手裏剣を左右に放つ。
煙幕弾
前方にグライダー型のクラスター弾を発射し、画面最前方で7方向に小弾を拡散する。
火龍
プレイヤーから3つの火の玉を前方に回転。
光の矢
通常弾より威力のある矢を全方向に連射。
大砲
前方に4発の弾丸を打ち込むロケットランチャー。
津波
前方に貫通力を有する津波を発射。
竜巻
時計回りに横画面分の竜巻を起こす。
光の剣士
2人の分身が光の矢を放つ。船上では左右斜めに発射。

## 移植版
| No. | タイトル   | 発売日       | 対応機種                      | 開発元                  | 発売元     | メディア                                | 備考                                           |
| --- | ---------- | ------------ | ----------------------------- | ----------------------- | ---------- | --------------------------------------- | ---------------------------------------------- |
| 1   | 妖魔忍法帖 | 2024年7月4日 | PlayStation 4 Nintendo Switch | ハムスター （移植担当） | ハムスター | ダウンロード （アーケードアーカイブス） | 2024年9月の更新で海外版『NINJA EMAKI』が追加。 |

アーケードアーカイブス版
- 家庭用初移植。「こだわり設定」では「ゲームスピードの調整」の設定が可能。配信当初は日本版のみ収録だったが、2024年9月の更新で海外版『NINJA EMAKI』が追加された。